# UGM-73 Poseidon
El misil UGM-73 Poseidon fue el segundo sistema de misil balístico de la US Navy, con base en submarinos. Estaba propulsado por un cohete de combustible sólido de dos etapas. A partir de 1972 reemplazó al UGM-27 Polaris. Poseidon contaba con avances en cuanto a precisión y  características de sus cabezas explosivas. El Poseidon a su vez fue sucedido por el Trident I en 1979, y el Trident II en 1990. El Poseidon medía 10,4 m de largo y pesaba 29.200 kg. 

## Historia

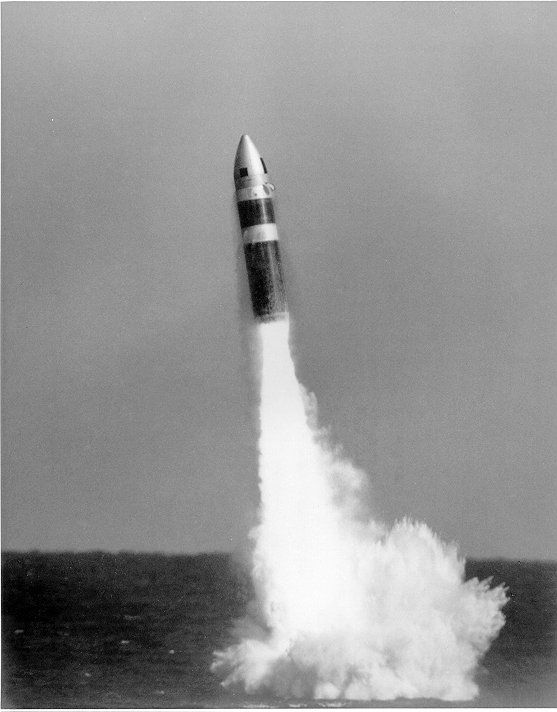
Misil Poseidon.

En 1963 comenzó el desarrollo de una versión de mayor alcance del misil Polaris basado en agrandarlo lo más posible dentro de las limitaciones que imponían los tubos de lanzamiento. Ciertas pruebas habían permitido comprobar que los misiles Polaris podían ser operados sin problema en los tubos de lanzamiento en los que se habían quitado su recubrimiento interior de fibra de vidrio y los anillos de ubicación.
En noviembre el proyecto fue designado bajo el nombre de Polaris B3, pero finalmente el misil fue denominado Poseidon C3 para enfatizar los avances técnicos sobre su predecesor. El C3 fue la única versión que se produjo del misil, y se le dio la denominación UGM-73A.
El programa de producción de 619 misiles UGM-73A Poseidon se completó en 1975. Se desplegaron un total de 496 misiles en 31 submarinos  portadores de misiles de los tipos Lafayette, James Madison y Benjamin Franklin.
Un poco más largo y mucho más voluminoso y pesado que el Polaris A3, el Poseidon tenía el mismo alcance (4600 km), mayor capacidad de carga, mejor precisión, y capacidad MIRV. El Poseidon podía transportar hasta catorce cabezas explosivas termonucleares W68 contenidas en vehículos Mark 3 de reingreso con la finalidad de aumentar la cantidad de blancos que podía alcanzar. La elevada velocidad de reingreso de diseño fue un intento de imponerse sobre sistemas de defensa tipo sprint ABM. 
Al igual que con el Polaris, se consideró que encender el motor del cohete cuando el misil aún se encontraba en el submarino era sumamente peligroso. Por ello, el misil era eyectado desde su tubo de lanzamiento utilizando vapor a alta presión provisto por una caldera alimentada con combustible sólido. El motor principal del cohete se encendía automáticamente en cuanto el misil se encontraba a una altura de 10 m sobre el submarino.